# Sigmoria quadrata
Sigmoria quadrata är en mångfotingart som beskrevs av Shelley 1981. Sigmoria quadrata ingår i släktet Sigmoria och familjen Xystodesmidae. Inga underarter finns listade i Catalogue of Life.